# Atelerix
Atelerix é um gênero de mamíferos da família Erinaceidae popularmente conhecidos como ouriços.

## Espécies
- Atelerix algirus (Lereboullet, 1842)
- Atelerix frontalis A. Smith, 1831
- Atelerix sclateri Anderson, 1895
- Atelerix albiventris (Wagner, 1841)